# Léon Glovacki
Léon Glovacki (19 de febrer de 1928 - 9 de setembre de 2009) fou un futbolista francès, descendent de polonesos, que jugava com a davanter. Posteriorment va fer d'entrenador de futbol.
Va jugar com a titular la final de la Copa d'Europa de 1956, que l'Stade de Reims va perdre contra el Madrid 4-3 a i que inauguraría una ratxa de cinc victòries consecutives dels madrilenys en aquesta competició.

## Selecció de França
Va formar part de l'equip francès a la Copa del Món de 1954.